# 讃岐国
讃岐国（さぬきのくに）は、かつて日本の地方行政区分だった令制国の一つ。南海道に属する。現在の香川県。上国。

## 国名
古事記に見る神代の呼称は「飯依比古」と云い、伊予之二名島の顔の一つとされた。
国名の表記として、「讃岐」のほか「讃伎」「賛支」とも表記されたことが木簡から分かっている。
高松藩の藩儒、中山城山によってまとめられた地誌である『全讃史』（1828年（文政11年）に成立）には「四国内の他の国よりも緯が狭いために『狭緯（さぬき）』と称した」とされ、この名称と文字が時を経るに転じて『讃岐』となったと記されている。
現在でも香川県の地域区分として「東讃」「中讃」「西讃」という名称が使用されている。

## 沿革
律令制において、讃岐国造の領域であった現在の香川県の四国部分と、おそらく塩飽諸島を範囲として成立した。江戸時代に小豆島と直島諸島が備前国から譲られた。
平安時代初期には真言密教を興すことになる弘法大師空海が讃岐国那珂郡に生まれた。平安末期には瀬戸内海水運を握っていた平家が屋島を根拠地の一つとしていたが、源義経の奇襲に敗れて滅んだ。室町時代には細川氏が讃岐に根を張る南朝方を白峰合戦で破ると、讃岐阿波を中心として細川一族が四国を管轄した。

### 近代以降の沿革
- 「旧高旧領取調帳」に記載されている明治初年時点での国内の支配は以下の通り（395村・293,628石余）。太字は当該郡内に藩庁が所在。国名のあるものは飛地領。
  - 香川郡（49村・40,353石余） - 高松藩
  - 三野郡（37村・30,106石余） - 丸亀藩、多度津藩
  - 豊田郡（46村・20,655石余） - 丸亀藩
  - 大内郡（34村・14,642石余） - 高松藩
  - 那珂郡（46村・28,630石余） - 幕府領（倉敷代官所）、高松藩、丸亀藩
  - 寒川郡（27村・21,919石余） - 高松藩
  - 鵜足郡（30村・29,034石余） - 高松藩、丸亀藩
  - 山田郡（33村・29,364石余） - 高松藩
  - 三木郡（20村・17,491石余） - 高松藩
  - 多度郡（24村・17,314石余） - 丸亀藩、多度津藩
  - 阿野郡（36村・31,576石余） - 高松藩
  - 小豆島（所属郡なし／9村・9,037石余） - 幕府領（倉敷代官所）、美作津山藩
  - 塩飽島（所属郡なし／1村・2,613石余） - 自治領（高松藩預地）
  - 直島・男木島・女木島（所属郡なし／3村・888石余） - 幕府領（高松藩預地）
- 1868年（慶応4年）
  - 1月20日 - 直島・男木島・女木島・塩飽島が高知藩預地となる。
  - 5月16日 - 新政府が倉敷代官所に倉敷県を設置。
  - 5月23日 - 直島・男木島・女木島・塩飽島が倉敷県に移管。
- 1871年（明治4年）
  - 2月5日 - 多度津藩が廃藩となり、領地が倉敷県の管轄となる。
  - 8月29日 - 廃藩置県により、藩領が高松県、丸亀県、津山県の管轄となる。
  - 10月5日 - 国内の倉敷県の管轄地域が丸亀県に移管。
  - 11月15日 - 第1次府県統合により、津山県の管轄地域（小豆島西部）が北条県、残部が香川県（第1次）の管轄となる。
- 1872年（明治5年）1月25日 - 小豆島西部が北条県から香川県（第1次）に移管。全域が香川県（第1次）の管轄となる。
- 1873年（明治6年）2月20日 - 名東県の管轄となる。
- 1875年（明治8年）9月5日 - 香川県（第2次）の管轄となる。
- 1876年（明治9年）8月21日 - 第2次府県統合により愛媛県の管轄となる。
- 1888年（明治21年）12月3日 - 香川県（第3次）の管轄となる。

## 国内の施設

### 国府

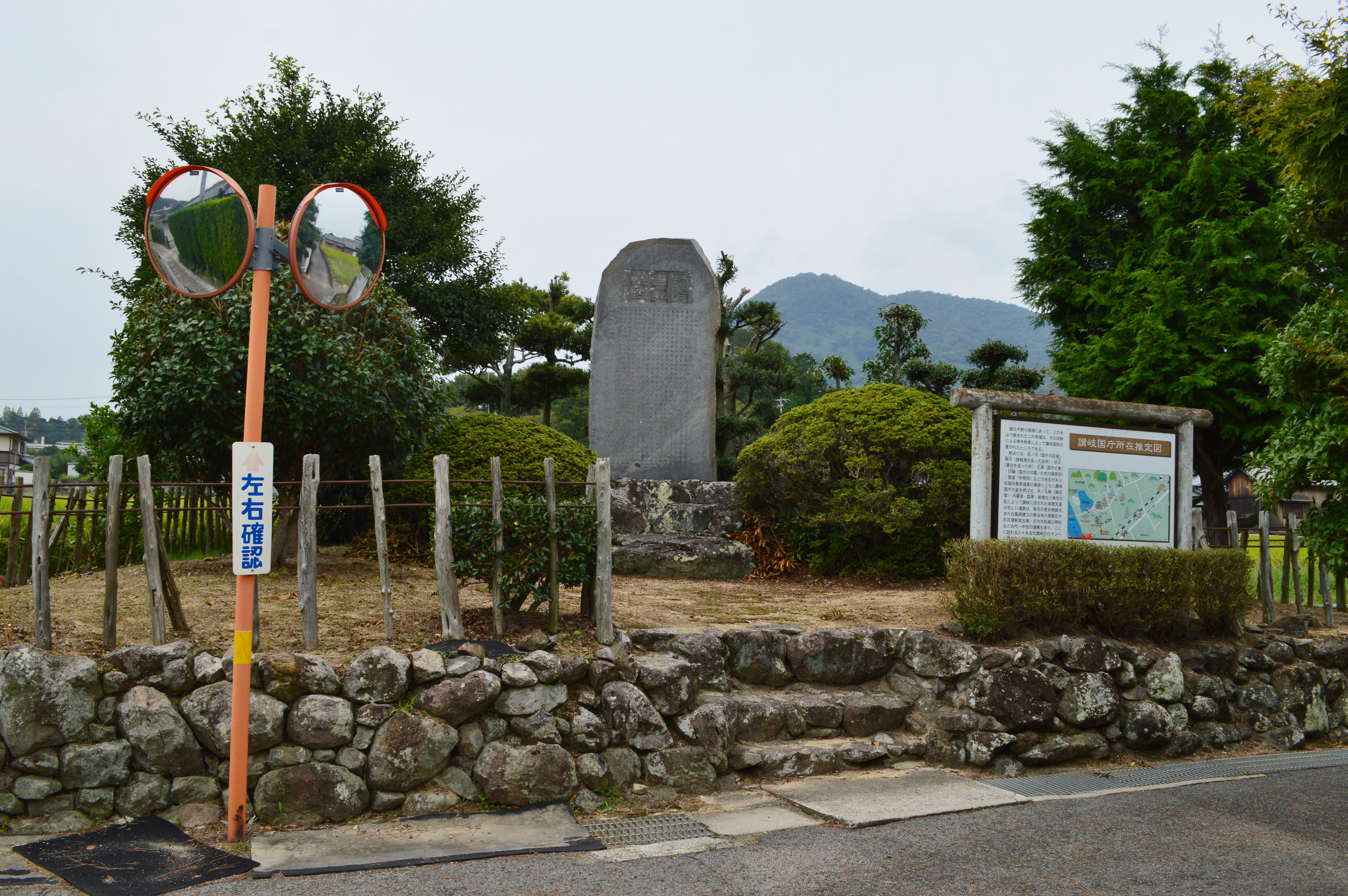
讃岐国府跡碑（香川県坂出市）

国府は阿野郡に存在した。現在の坂出市府中町（北緯34度17分36.97秒 東経133度55分06.25秒 / 北緯34.2936028度 東経133.9184028度）において、2012年度（平成24年度）に中心施設が見つかっている。
- 讃岐国分寺跡（高松市国分寺町国分、北緯34度18分11.3秒 東経133度56分39秒 / 北緯34.303139度 東経133.94417度）
国の特別史跡。跡地上の白牛山千手院国分寺が法燈を継承する。
- 讃岐国分尼寺跡（高松市国分寺町新居、北緯34度18分35.31秒 東経133度57分44.88秒 / 北緯34.3098083度 東経133.9624667度）
国の史跡。跡地上の大慈山法華寺が法燈を継承する。

### 神社
延喜式内社
『延喜式神名帳』には、大社3座3社・小社21座の計24座が記載されている（「讃岐国の式内社一覧」参照）。大社3社は以下に示すもので、いずれも名神大社である。
- 香川郡 田村神社
  - 比定社：田村神社（高松市一宮町）
- 阿野郡 城山神社
  - 比定社：城山神社（坂出市府中町、北緯34度17分38.50秒 東経133度54分40.70秒 / 北緯34.2940278度 東経133.9113056度）
- 苅田郡 粟井神社
  - 比定社：粟井神社（観音寺市粟井町、北緯34度05分28.19秒 東経133度42分16.65秒 / 北緯34.0911639度 東経133.7046250度）

総社・一宮以下
『中世諸国一宮制の基礎的研究』に基づく一宮以下の一覧。
- 総社：総社神社（坂出市林田町、北緯34度20分03.58秒 東経133度53分24.41秒 / 北緯34.3343278度 東経133.8901139度）
- 一宮：田村神社（高松市一宮町、北緯34度17分11.53秒 東経134度01分38.25秒 / 北緯34.2865361度 東経134.0272917度）
- 二宮：大水上神社（三豊市高瀬町、北緯34度08分53.61秒 東経133度45分17.72秒 / 北緯34.1482250度 東経133.7549222度）

三宮以下は不詳。一説に、多和神社（さぬき市志度、北緯34度19分17.97秒 東経134度09分54.49秒 / 北緯34.3216583度 東経134.1651361度）では讃岐国三宮であると伝える。

### 要塞
- 屋島城（高松市屋島東町、北緯34度21分14.76秒 東経134度6分19.21秒）

白鳳7年（667年）白村江の戦いで唐・新羅連合軍に敗れた大和朝廷が日本本土防衛のため築いた。

## 地域

### 郡
- 大内郡 - 引田・白鳥・入野・与泰（与田）
- 寒川郡
- 小豆郡（かつて備前国に属していたが、宝永年間には讃岐国に編入されていた）
- 三木郡
- 山田郡
- 香川郡
- 阿野郡
- 鵜足郡
- 那珂郡
- 多度郡
- 三野郡
- 豊田郡（かつての刈田郡、『伊呂波字類抄』に国元では「豊田という」とみえる。）

『和名抄』には、小豆郡を抜いた11郡（刈田郡含む）が掲げられている。

### 江戸時代の藩
- 高松藩、生駒家（17.3万石）→水戸松平家（12万石）
- 丸亀藩、（生駒家、17.3万石）→山崎家（5万石）→京極家（6万石）
- 多度津藩（京極家丸亀藩支藩、1万石）

## 産業
黎明期から讃岐忌部が祭祀のための竿矛を製造していた。そのため竿調国とも呼ばれていた。また古墳時代から石棺のための石材産業が羽床周辺で盛んに行われていたことがわかっている。『播磨国風土記』印南郡の条には、神功皇后が崩御した仲哀天皇のための古墳築造のために、讃岐国の羽若の石を求めた物語が記されている。鷲ノ山周辺は凝灰岩質であり加工しやすい石材が採掘された。
その後、渡来人の移入で須恵器生産と製塩産業が始まったとみられる。『延喜式』によると、讃岐の阿野郡からは調として「煎塩」を貢上することが記されている。また須恵器製造も盛んであったことも十瓶山窯跡群西村遺跡の発掘調査からわかっている。

## 人物

### 天津神
- 手置帆負命（大蓑彦命・多和明神）
- 天隠山命
- 天五田根命

### 皇族
- 倭迹迹日百襲姫命
- 稚武彦命
- 神櫛王
- 武卵王
- 讃留霊王
- 崇徳天皇

### 古代豪族
- 讃岐忌部氏
- 讃岐綾氏
- 鷲住王
- 脚咋別
- 佐伯直
- 凡直
- 和珥氏
- 苅田首
- 因支首（武国凝別皇子の後裔）
- 桜井田部連氏

### 国司
- 佐伯直田公　多度郡少領
- 綾菅麻呂（従五位下）：延暦14年（795年）3月　阿野郡大領
- 佐伯直鈴伎麻呂（従五位下）：天長2年(835年)８月丁卯　多度郡少領
- 丸部明麻呂（従四位上）：嘉祥2（849年）10月丁亥朔　三野郡大領

#### 讃岐守
- 大伴犬養（従四位下）：760年頃
- 藤原楓麻呂（従四位上）：宝亀2年（771年）5月14日任官
- 藤原継彦（従五位上）：延暦24年（805年）10月4日任官
- 春原五百枝（従四位上）：大同2年（807年）8月26日任官
- 多入鹿（従四位下）：弘仁元年（810年）9月10日任官
- 春原五百枝（従四位上）：弘仁元年（810年）9月18日任官
- 藤原友人（従五位下）：弘仁2年（811年）5月14日任官
- 滋野貞主（従四位上）：承和8年（841年）1月7日任官
- 正躬王（従四位上）：承和12年（845年）1月11日任官
- 藤原長良（従四位上）：承和13年（846年）9月13日任官
- 弘宗王（従五位上）：仁寿2年（852年）2月任官
- 伴善男（従四位下・参議）：仁寿4年（854年）1月16日（854年）- 斉衡4年（857年）1月
- 源寛（正四位）：斉衡4年（857年）1月14日任官
- 藤原良縄（従四位下）：天安2年（858年）正月 - 天安2年（858年）11月25日
- 紀夏井（従五位上・右中弁兼行部式部少輔、播磨介）：天安2年（858年）11月25日 - 貞観6年（864年）1月
  - 源生（正四位下）：貞観4年（862年）1月13日 - 貞観6年（864年）1月16日（権守）
- 藤原良縄（正四位下・参議右衛門督）：貞観6年（864年）1月16日任官
  - 藤原良世（従四位上）：貞観6年（864年）1月16日 - 貞観10年（868年）1月16日（権守）
- 藤原有貞（従四位下・右近衛少将）：貞観8年（866年）正月任官
- 藤原常行（従三位・参議）：貞観10年（868年）1月16日 - 貞観12年（870年）1月13日
  - 源生（正四位下・参議｝：貞観10年（868年）1月16日任官（権守）
- 藤原家宗（従四位上・参議右大弁）：貞観14年（872年）6月- 同年8月25日
- 藤原良世（従三位・参議皇太后宮大夫）：貞観14年（872年）8月25日任官
- 藤原家宗（正四位下）：元慶元年（877年）1月3日任官
- 源冷（正四位下）：元慶元年（877年）1月15日任官
  - 高向公輔（従四位下）：元慶元年（877年）2月3日任官（権守）
- 源舒（正四位下）：元慶5年（881年）2月15日任官
- 菅原道真（従五位上・式部少輔、文章博士）：仁和2年（886年）1月16日- 仁和6年（890年）
  - 平正範（従四位下）：仁和2年（886年）正月任官（権守）
  - 藤原時平（従三位）：仁和5年（889年）1月16日任官（権守）
- 藤原仲平（正四位下）：寛平2年（890年）1月11日任官
- 源直：寛平9年（897年）6月18日任官
- 藤原枝良（従四位上・参議、侍従、右馬頭、右中弁、大皇大后亮）：昌泰2年（899年）1月11日任官
  - 紀長谷雄（従四位上・参議）：延喜3年（903年）1月11日任官（権守）
- 源昇：延喜5年（905年）任官
- 紀長谷雄（従四位上・参議→正四位下・参議）：延喜7年（907年）1月13日 - 延喜10年（910年）1月13日
- 藤原保忠（従四位上）：延喜10年（910年）1月13日任官
  - 小野好古（従四位下）：延喜10年（910年）3月27日任官（権守）
  - 藤原恒佐（従四位下）：延喜13年（913年）4月15日任官（権守）
  - 藤原保忠：延喜17年（917年）1月27日任官（権守）
- 源清蔭（正四位下）：延喜21年（921年）1月30日任官
  - 藤原扶幹：延長2年（924年）2月任官（権守）
- 藤原玄上（正四位下）：延長3年（925年）1月30日任官
  - 源悦（従四位上）：延長3年（925年）1月30日任官（権守）
  - 源恒（従四位上・参議大弁）：延長3年（925年）12月14日任官（権守）
- 藤原富幹（従四位下）：延長6年（928年）任官
  - 藤原邦基（従四位上）：延長7年（929年）任官（権守）
- 藤原實頼（従四位下）：承平2年（932年）3月14日任官
- 源是茂：承平6年（936年）4月29日任官
  - 藤原元方（正四位下）：天慶3年（940年）5月12日任官（権守）
- 源高明（従三位）：天慶9年（946年）3月13日任官
- 源正明（従四位上）：天暦元年（947年）1月30日任官
- 源等（従四位上）：天暦2年（948年）1月任官
- 藤原朝忠：天暦10年（956年）1月27日任官
  - 藤原有相：天暦10年（956年）1月27日任官（権守）
- 藤原元名：天徳4年（960年）1月24日任官
  - 藤原師尚（中宮少輔越後但馬権守）天徳年間（権守）
- 藤原兼通：安和3年（970年）2月25日任官
  - 藤原懐忠（正四位下）：天禄元年（970年）12月25日任官（権守）
- 藤原済時：天延2年（974年）1月29日任官
  - 源時中（正三位）：天延2年（974年）12月28日任官（権守）
  - 清原元補：天延4年（976年）1月23日任官（権守）
- 藤原佐理（正四位下・参議）：天元2年（979年）1月29日任官
  - 藤原正光（正四位下）：天元3年（980年）1月27日任官（権守）
- 橘俊綱
- 藤原顕綱
  - 藤原顕家（従三位）：康平3年2月21日（1060年3月25日） - 治暦3年7月1日（1067年8月13日）（権守）
- 高階泰仲：応徳3年（1086年）任官
- 平正盛（従四位下）：保安元年（1120年）12月14日 - 保安2年（1121年）
- 藤原家成（正四位下）：大治4年（1129年）12月26日任官
- 藤原成親（従五位上）： 久安2年（1146年）任官
- 藤原俊盛：保元2年（1157年）1月26日- 永暦1年（1160年）4月7日
- 藤原季能：応保3年（1163年）1月24日- 嘉応1年（1169年）12月30日
- 平親宗：嘉応2年（1170年）1月26日- 嘉応2年（1170年）7月26日
- 平時実：嘉応2年（1170年）7月26日任官
- 藤原季能：安元3年（1177年）6月28日任官
- 平維時：治承3年（1179年）11月18日任官
- 一条能保：1190年頃
- 北条泰時（従五位下→従五位上）：建保6年（1218年）- 建保7年（1219年）1月22日
- 吉田定房（従五位上）：弘安6年（1283年）4月5日任官
- 北条基時（従五位上→正五位下）：徳治元年（1306年）2月21日 - 正和3年（1314年）9月21日
- 北条守時（正五位下）：正和4年（1315年）12月15日任官
- 足利貞氏： 足利尊氏の父

#### 讃岐介
- 紀長谷雄（892年（寛平4年）5月23日-897年（寛平9年）5月25日）従五位上→従四位下
- （権介）源頼家（1198年（建久9年）1月13日-1199年（建久10年）1月20日）従五位上→正五位下

### 玄蕃頭
- 佐伯真持　貞観2年（860年）玄蕃頭

### 僧侶
- 空海（774年 - 835年4月22日）
- 実恵（786年‐847年12月24日）
- 智泉（789年-825年）
- 道雄（？‐851年7月10日）
- 真雅（801年 - 879年1月28日）
- 円珍（814年4月8日 - 891年12月4日）
- 聖宝（832年3月21日 -909年7月25日）
- 真然（?-891年）

### 守護

#### 鎌倉幕府
- ?-1199年：後藤基清
- 1199年-?：近藤国平
- 1243年-1247年：三浦光村
- 1247年-1251年：北条重時
- 1268年-?：北条有時
- ?-1331年：北条氏

#### 室町幕府
- 1337年-1352年：細川顕氏
- 1352年-1359年：細川繁氏
- 1362年-1379年：細川頼之
- 1383年-1392年：細川頼之
- 1392年-1397年：細川頼元
- 1397年-1426年：細川満元
- 1426年-1429年：細川持元
- 1429年-1442年：細川持之
- 1442年-1473年：細川勝元
- 1473年-1507年：細川政元
- 1507年：細川澄之
- 1507年-1508年：細川澄元
- 1508年-?：細川高国

### 戦国時代

#### 戦国大名
- 十河氏：在地の土豪で、阿波の三好氏と結び、勢力を拡大した。三好氏没落後、長宗我部元親に領土を奪われるが、豊臣秀吉により十河城周辺のみを安堵された。
- 讃岐香川氏：讃岐守護代。鎌倉景正の子孫で讃岐西半分を支配したが、長宗我部元親に降伏し従ったため、秀吉により改易された。
- 長宗我部元親：土佐の戦国大名。香川氏を従えさせ、1580年頃には讃岐の大半を平定、1584年には十河城を落とし讃岐を完全に平定（離島部を除く）（異論あり）したが、翌年の豊臣秀吉の四国侵攻により土佐一国のみ安堵される。

#### 豊臣政権
- 仙石秀久：高松10万石（聖通寺城→高松城）、1585年 - 1586年（四国征伐後に入封。九州征伐に従軍して戸次川の戦いで大敗、改易処分）
- 十河存保：十河3万石（十河城）、1585年 - 1586年（四国征伐後に本領安堵。九州征伐に従軍して戸次川の戦いで戦死、所領没収）
- 尾藤知宣：丸亀18万石（丸亀城）、1586年 - 1587年（仙石氏に代わって入封。九州征伐に従軍し、根白坂の戦いでの失態により改易処分）
- 生駒親正：高松17万3千石（高松城）、1587年 - 1600年（関ヶ原の戦い後も本領安堵、高松藩初代藩主となる）

### 武家官位としての讃岐守

#### 江戸時代以前
- 阿波守護細川家（讃州家）
  - 細川詮春：南北朝時代の武将。阿波守護細川家（讃州家）初代当主
  - 細川持常：室町時代の守護大名。室町幕府相伴衆、阿波・三河守護。讃州家4代当主
  - 細川成之：室町時代から戦国時代の守護大名。阿波・三河・讃岐守護。讃州家5代当主
  - 細川義春：室町時代から戦国時代の守護大名。阿波・三河・讃岐守護。讃州家6代当主
  - 細川持隆（氏之）：戦国時代の武将。阿波守護。讃州家7代当主
  - 細川真之：戦国時代、安土桃山時代の武将。讃州家8代当主
- 細川頼春：鎌倉時代後期から南北朝時代の武将、室町幕府管領細川家（京兆家）の祖。阿波・伊予・備後・日向・越前守護
- 河野通堯：南北朝時代の守護大名。伊予守護
- 山名義幸：南北朝時代の守護大名。丹後・出雲・隠岐守護
- 小田持家：室町時代の武将。常陸小田氏当主
- 十河一存：戦国時代の武将。三好長慶の弟。
- 宗晴康：対馬の守護大名・戦国大名。宗氏第16代当主
- 細川元勝：安土桃山時代の武将。京兆家16代

#### 江戸時代
- 讃岐高松藩生駒家
  - 生駒一正：2代藩主
  - 生駒正俊：3代藩主
  - 生駒親敬：出羽矢島藩主。生駒家としては250年ぶりの讃岐守
- 讃岐高松藩松平家
  - 松平頼重：初代藩主
  - 松平頼常：2代藩主
  - 松平頼豊：3代藩主
  - 松平頼桓：4代藩主
  - 松平頼恭：5代藩主
  - 松平頼真：6代藩主
  - 松平頼起：7代藩主
  - 松平頼儀：8代藩主
  - 松平頼恕：9代藩主
  - 松平頼胤：10代藩主
  - 松平頼聰：11代藩主
- 若狭小浜藩酒井家
  - 酒井忠勝：初代藩主大老
  - 酒井忠音：5代藩主・老中
  - 酒井忠用：7代藩主
  - 酒井忠進：10代藩主・老中
- 陸奥相馬中村藩相馬家
  - 相馬尊胤：第7代藩主
  - 相馬恕胤：第8代藩主
  - 相馬祥胤：第9代藩主
  - 相馬樹胤：第10代藩主
- その他
  - 板倉昌信：備中庭瀬藩第2代藩主
  - 久世重之：下総関宿藩第2代、再封初代藩主
  - 久世暉之：関宿藩第2代藩主（再封）
  - 里見義高：上野板鼻藩初代藩主
  - 仙石久利：但馬出石藩第7代藩主
  - 牧野英成：丹後田辺藩第3代藩主
  - 矢田堀鴻：旗本。最後の幕府海軍総裁
  - 長山直幡：旗本。佐渡奉行や小普請奉行を務めた。

## 讃岐国の合戦
- 1185年：屋島の戦い、源氏（源義経） x 平家（平宗盛）
- 1582年：第一次十河城の戦い、長宗我部元親・香川親和連合軍（36,000） x 十河存之（1,000）
- 1583年：引田の戦い、長宗我部軍（香川信景等約5,000） x 羽柴軍（仙石秀久等約2,000）
- 1584年：第二次十河城の戦い、長宗我部元親（戦力不明） x 十河存之（戦力不明）